# Adesmus verticalis
Adesmus verticalis är en skalbaggsart som först beskrevs av Ernst Friedrich Germar 1824.  Adesmus verticalis ingår i släktet Adesmus och familjen långhorningar.
Artens utbredningsområde är Paraguay. Inga underarter finns listade i Catalogue of Life.